# Абордажна сокира
Абордажна сокира — ударно-рубальна холодна зброя. Являє собою видозмінену сокиру з довгим (до 1 метра) руків'ям-сокирищем. Застосовувалася військовими моряками і піратами при абордажних сутичках. Перевагою сокири в порівнянні з іншою зброєю була велика ефективність рубального удару.

## Виконання
Виконувалася у двох різновидах
1. Пряма, схожа на франкійську піхотну сокиру (тільки сокирище вкорочене)
2. Замість тупого обуха виковувався гак, як на багрі, для нанесення ударів і здійснення захватів за борт, такелаж, ворога.

Маючи відносно велику масу клинка і невелику площу ураження, абордажна сокира має дуже велику пробивну здатність.

## Застосування
Застосовувалася комплексно
- для захоплення (борта корабля, елементів такелажу, одягу чи частини тіла супротивника)
- для нанесення рубаючих проникних ударів лезом чи гаком
- для нанесення тупих ударів обухом
- в комплексі з коротким мечем, кинджалом, кортиком, шаблею, іншим гаком чи пістолем.

Набула широкого розповсюдження особливо із розвитком парусного флоту як серед військових моряків, так і серед піратів.
Подібної форми сокири використовувалися в морських походах запорозькими козаками, хоча козаки частіше користувалися келепами чи чеканами.
Продовження розвитку бойова абордажна сокира отримала як протипожежна — для розбирання палаючих елементів конструкцій. Форма пожежної сокири повторюють форму абордажної — з вузьким трапеціоподібним лезом і гаком на обусі.